# Mastacembelus traversi
Mastacembelus traversi és una espècie de peix pertanyent a la família dels mastacembèlids.
Fa 35,7 cm de llargària màxima. És un peix d'aigua dolça, bentopelàgic i de clima tropical.
Es troba a la conca del riu Congo a l'Àfrica. És inofensiu per als humans.